# Xã Mifflin, Quận Franklin, Ohio
Xã Mifflin (tiếng Anh: Mifflin Township) là một xã thuộc quận Franklin, tiểu bang Ohio, Hoa Kỳ. Năm 2010, dân số của xã này là 35.710 người.